# 1432
| 1432               |
| ------------------ |
| Dødsfald - Fødsler |
|                    |

| Gregoriansk kalender | 1432 MCDXXXII           |
| Ab urbe condita      | 2185                    |
| Armensk kalender     | 881 ԹՎ ՊՁԱ              |
| Kinesiske kalender   | 4128 – 4129 辛亥 – 壬子 |
| Etiopisk kalender    | 1424 – 1425             |
| Jødisk kalender      | 5192 – 5193             |
| Hindukalendere       |                         |
| - Vikram Samvat      | 1487 – 1488             |
| - Shaka Samvat       | 1354 – 1355             |
| - Kali Yuga          | 4533 – 4534             |
| Iransk kalender      | 810 – 811               |
| Islamisk kalender    | 835 – 836               |

Konge i Danmark: Erik 7. af Pommern 1396-1439
Se også 1432 (tal)

## Født
- Innocens VIII, pave fra 1484 til sin død i 1492.